# Беляевская (Харовский район)
Беляевская — деревня в Харовском районе Вологодской области.
Входит в состав Кубенского сельского поселения.
С 1 января 2006 года по 8 апреля 2009 года входила в Шевницкое сельское поселение, с 8 апреля 2009 года по 28 апреля 2015 года — в Разинское сельского поселения.
Расстояние до районного центра Харовска по автодороге — 40 км.

## Население
По переписи 2002 года население — 17 человек.
| 2010 |
| ---- |
| 16   |